# Magnus Manske
Heinrich Magnus Manske (sinh ngày 24 tháng 5 năm 1974) là một nhà khoa học nhân sự cấp cao tại Viện Wellcome Trust Sanger ở Cambridge, Anh và là nhà phát triển phần mềm của một trong những phiên bản đầu tiên của phần mềm MediaWiki, nhằm trợ giúp Wikipedia.

## Thân thế
Manske chào đời tại Cologne, Đức. Ông theo học ngành hóa sinh tại Đại học Cologne và tốt nghiệp Tiến sĩ năm 2006; luận án của ông viết về bộ công cụ mã nguồn mở cho sinh học phân tử mang tên GENtle.

## Sự nghiệp
Khi còn là sinh viên, Manske là một trong những người đóng góp đầu tiên cho bách khoa toàn thư Internet Nupedia, tiền thân của Wikipedia, và sau đó đã viết một trong những phiên bản đầu tiên của phần mềm MediaWiki mà Wikipedia vận hành theo. Manske từng làm việc tại Cambridge với Viện Wellcome Trust Sanger từ tháng 4 năm 2007, nhưng vẫn tích cực trong việc phát triển các công cụ cho Wikipedia và các dự án chị em của nó là Wikidata và Wikimedia Commons.
Năm 2012, Manske là đồng tác giả của một bài báo khoa học được xuất bản trên tạp chí Nature trình bày những cách mới để xác định các khu vực mà ký sinh trùng sốt rét đang phát triển và mô tả các kỹ thuật lập bản đồ kháng thuốc sốt rét. Các nhà nghiên cứu đã phát triển một kỹ thuật để chiết xuất DNA của ký sinh trùng sốt rét trực tiếp từ máu, giúp giảm thiểu sai sót trong công đoạn giải trình tự.
Manske được công nhận là người tạo ra bài viết đầu tiên trên Wikipedia tiếng Đức, về phản ứng chuỗi polymerase, do chính ông khởi tạo vào năm 2001.

## MediaWiki
Từ lúc mới bước chân vào giảng đường đại học, Manske được xem là người đóng góp tích cực nhất cho dự án Nupedia, đăng tải bài viết có nội dung về các chủ đề sinh học và phát triển bộ công cụ và tiện ích mở rộng dành riêng cho Nupedia. Sau đó, cảm thấy không hài lòng với những hạn chế của phần mềm hiện có, Manske đã phát triển một trong những phiên bản đầu tiên của cái mà sau này trở thành MediaWiki. Phiên bản phần mềm mới khai sinh của ông được cài đặt chính thức vào năm 2002.